# Bernhard Stade
Bernhard Stade (11 de mayo de 1848, Arnstadt, Turingia, - 6 de diciembre de 1906) fue un teólogo protestante e historiador alemán.
Estudió en las Universidades de Leipzig y de Berlín, y llegó a ser profesor en la Universidad de Giessen. Se formó con Franz Delitzsch, convirtiéndose en un adherente convencido de la nueva escuela crítica.
En 1881 fundó el Zeitschrift für die alttestamentliche Wissenschaft (en español: Publicación sobre la Sabiduría del Antiguo Testamento), el cual continuó editando; y alcanzó fama y reconocimiento por su historia crítica de Israel (Geschichte des Volks Israel, 2 vols, 1887-1888; vol. ii junto con Oscar Holtzmann).
Junto con Carl Siegfried revisó y editó el vocabulario hebreo, Hebräisches Wörterbuch zum Alten Testament (1892-1893). Entre las obras de Stade se cuentan:
- Über die alttestamentlichen Vorstellungen vom Zustand nach dem Tode (1877)
- Lehrbuch der hebräischen Grammatik (vol. i, 1879)
- Ausgewählte akademische Reden und Abhandlungen (1899)
- Biblische Theologie des Alten Testaments (1905, etc.)